# Pianist
Pianist je glasbenik, ki igra na klavir. (Koren besede je izraz za klavir piano.) 